# セント・アン (オルダニー島)
セント・アン（Saint Anne）はイギリス海峡にあるチャンネル諸島の英王室属領・ガーンジーに属するオルダニー島の中心地である。
またセント・アンはオルダニー島の教区でもある。
オルダニー島のブレイ湾に面した小さな町で、1850年に造られた英国教会のセント・アン教会はオルダニー島で唯一の古い教会である。石畳で出来たビクトリアストリートはセント・アンのメインストリートで、免税店やレストランやホテル、ポストオフィスや学校や銀行などがある。
セント・アンから1.9キロメートル (1.2 mi)に位置したオルダニー空港は、オルダニー島で唯一の空港である。 